# Marta Makowska
Marta Makowska z domu Wyrzykowska (ur. 13 lipca 1977 w Warszawie) – polska szpadzistka i florecistka uprawiająca szermierkę na wózkach, multimedalistka igrzysk paraolimpijskich.

## Życiorys
W wyniku nieudanej operacji w pierwszym roku życia doznała uszkodzenia rdzenia kręgowego. Ukończyła studia z zakresu filozofii przyrody, podjęła pracę zawodową w Powiatowym Centrum Pomocy Rodzinie w Wołominie. Ma córkę Gabrielę.
Szermierkę zaczęła uprawiać w Integracyjnym Klubie Sportowym AWF Warszawa, wśród jej trenerów znalazł się m.in. Marek Gniewkowski. Największy sukces sportowy odniosła w 2000 na Letnich Igrzyskach Paraolimpijskich w Sydney, na których wywalczyła cztery złote medale. W późniejszych latach zdobyła dodatkowo trzy brązowe medale – dwa w Atenach w 2004 i jeden w Londynie w 2012. Między 2000 a 2004 wygrywała w klasyfikacji generalnej pucharu świata, zdobywała także medale mistrzostw świata i mistrzostw Europy.

## Odznaczenia i wyróżnienia
W 2001 odznaczona Krzyżem Kawalerskim Orderu Odrodzenia Polski, a w 2013 Krzyżem Oficerskim tego orderu. W 2012 wyróżniona medalem „Pro Masovia”.

## Letnie igrzyska paraolimpijskie
- Sydney 2000[8]
  - floret indywidualnie (kat. B) – złoty medal
  - szpada indywidualnie (kat. B) – złoty medal
  - floret drużynowo – złoty medal
  - szpada drużynowo – złoty medal
- Ateny 2004[9]
  - szpada indywidualnie (kat. B) – brązowy medal
  - floret drużynowo – brązowy medal
- Londyn 2012[10]
  - floret indywidualnie (kat. B) – brązowy medal